# Meagan Ganzer
Meagan Virginia Ganzer (Concord, 12 maggio 1990) è una pallavolista statunitense.
Gioca nel ruolo di schiacciatrice nelle Mets de Guaynabo.

## Carriera
La carriera di Meagan Ganzer inizia nella Washington State University, con la quale partecipa alla NCAA Division I dall'edizione 2008 all'edizione 2011. Nella stagione 2012 inizia la carriera professionistica nella Liga Superior portoricana con le Leonas de Ponce. Nella stagione 2012-13 viene ingaggiata dal Club Sportiv Volei 2004 Tomis Constanța, nella Divizia A1 rumena, tuttavia a metà stagione lascia la squadra, accasandosi al TED Ankara Kolejliler Spor Kulübü, nella Voleybol 1. Ligi turca, per il termine della stagione; tuttavia neanche in questo club riesce a terminare la stagione, lasciandolo dopo una sola partita.
Nella stagione 2013-14 firma per il Dresdner Sportclub 1898, nella 1. Bundesliga tedesca; nel gennaio 2014 lascia il club e firma per la stagione 2014 con le Mets de Guaynabo, nuovamente nella Liga Superior portoricana.